# Timur Morgunow
Timur Morgunow (ros. Тимур Моргунов; ur. 27 października 1996 w Kopiejsku) – rosyjski lekkoatleta, tyczkarz.
Piąty zawodnik mistrzostw Europy juniorów (2015). Medalista mistrzostw Rosji w różnych kategoriach wiekowych.
Reprezentując autoryzowanych lekkoatletów neutralnych (Authorised Neutral Athletes) zdobył srebrny medal mistrzostw Europy w 2018 w Berlinie ustanawiając rekord życiowy.

## Rekordy życiowe
- Skok o tyczce (stadion) – 6,00 (2018)
- Skok o tyczce (hala) – 5,91 (2018)

## Osiągnięcia
| Rok  | Impreza                        | Miejsce    | Pozycja    | Wynik |
| ---- | ------------------------------ | ---------- | ---------- | ----- |
| 2015 | Młodziezowe mistrzostwa Europy | Eskilstuna | 5. miejsce | 5,25  |
| 2018 | Mistrzostwa Europy             | Berlin     | 2. miejsce | 6,00  |
| 2018 | Puchar interkontynentalny      | Ostrawa    | 4. miejsce | 5,65  |